# Limnophora exuta
Limnophora exuta este o specie de muște din genul Limnophora, familia Muscidae. A fost descrisă pentru prima dată de Kowarz în anul 1893. Conform Catalogue of Life specia Limnophora exuta nu are subspecii cunoscute.